# Gasgesellschaft
Gasgesellschaften bzw. Gasunternehmen sind Unternehmen der Gas- insbesondere Erdgasbranche. Im Weiteren Sinne umfasst der Begriff auch das Geschäft mit anderen Brenngasen wie Flüssiggas und Stadtgas.
Das Geschäft mit Erdgas, analog auch mit anderen Brenngasen, unterscheidet man in drei Bereiche:
- Upstream: Umfasst die Gewinnung (im Wesentlichen Exploration und Förderung)
- Midstream: Umfasst den Transport, etwa via Gaspipelines und als Flüssigerdgas[3]
- Downstream: Umfasst die Aufbereitung, Vermarktung und Zustellung z. B. via das Verteilnetz

Wegen Gemeinsamkeiten bei der Förderung (teilweise sogar gemeinsame Lagerstätten) und der teilweisen Substituierbarkeit als Energieträger besteht eine enge Verzahnung mit der Erdölindustrie.

## Belege
1. ↑  The Three Oil and Gas Energy Markets: What Is Upstream? Abgerufen am 16. Juni 2015.
2. ↑  The Definitions of "Upstream" and "Downstream" in the Production Process. Houston Chronicle, abgerufen am 16. Juni 2015.
3. ↑  The Three Oil and Gas Energy Markets: What Is Midstream? Abgerufen am 16. Juni 2015.